# Universidad de Victoria
La University of Victoria (UVic) es una universidad de Canadá situada en la ciudad de Victoria, Columbia Británica. En 2009 contaba con cerca de 22.400 estudiantes.
Es particularmente notable por sus Facultades de Derecho y de Economía, ambas consideradas entre las mejores de Canadá. La Facultad de Economía (Peter B. Gustavson School of Business) está fuertemente orientada a países extranjeros y se asocia con más de 40 universidades y escuelas de negocios del mundo. Entre las más prestigiosos se encuentran el Singapore Management University de Singapur, la Toulouse Business School de Toulouse y la Skema Business School del Parque Tecnológico Sophia Antípolis de Niza, en Francia.

## Facultades y escuelas
La Universidad comprende las siguientes facultades y escuelas:
- Peter B. Gustavson School of Business  (economía)
- School of Law  (derecho)
- Education  (ciencias de la educación
- Superior Education  (educación superior)
- Adult Education  (educación permanente)
- Engineering  (ingeniería)
- Computer Sciences  (ciencia informática)
- Fine Arts  (bellas artes)
- Human & Social Development  (desarrollo humano y social))
- Social Sciences  (ciencias sociales)
- Humanities  (humanidades)
- Science  (historia natural)
- School of Earth & Ocean Sciences  (ciencias de la Tierra y oceanografía)
- School of Public Administration  (administración pública)